# Fiesta de la Virgen del Mar (Santander)
La fiesta de la Virgen del Mar, en honor a la Virgen del Mar, es la efemérides en honor a la patrona de Santander (declarada como tal desde 1980), que se celebra el lunes siguiente al domingo de Pentecostés.
Los orígenes de la devoción santanderina a la Virgen del Mar no se conocen con certeza. Los primeros datos de culto a esta imagen son de 1315 y es en 1400 cuando Gonzalo Fernández de Pámanes funda la ermita de la Virgen del Mar, lugar en el que se celebra cada año el voto y la romería en honor a la patrona.
Esta festividad y devoción a la Virgen del Mar se asocia a las terribles catástrofes que asolaron Santander como la peste entre 1596 y 1598 y los azotes del mar, y se la venera, también, como salvaguarda de las cosechas agrícolas.
La fiesta en honor de la Virgen del Mar congrega, todos los años, junto a la ermita del mismo nombre, a cientos de devotos que acuden con sus plegarias a este encuentro. En este marco festivo se celebra una gran romería en la que los cánticos, la buena gastronomía y el encuentro fraternal prevalecen.